# 劉正福
劉 正福（ユ・ジョンボク、1957年6月16日 - ）は、大韓民国の政治家。59代農林水産食品部長官、13代安全行政部長官長官、仁川広域市長（民選6期・8期）などを歴任。第17・18・19代国会議員。朴槿恵の最側近とされる。
本貫は白川劉氏。仁川市出身。カトリック教徒。

## 経歴
延世大学校政治外交学科、ソウル大学校行政大学院卒業。1979年に行政高等考試に合格する。1981年に学士士官第1期として少尉に任官され、1984年に中尉で満期除隊した。
京畿道企画担当官、金浦郡守、仁川市西区庁長を経て、1995年に行われた第1回全国同時地方選挙で金浦郡守に立候補し当選。第2回全国同時地方選挙では郡から市に昇格した金浦市長選挙に、新政治国民会議の候補として立候補し当選した。第3回全国同時地方選挙で落選。
2004年4月に行われた第17代総選挙で金浦市選挙区からハンナラ党候補として出馬し、当選した。2005年に朴槿恵代表の秘書室長に就任した。朴槿恵からの信頼が厚く、親朴槿恵派とされる。
2008年4月に行われた第18代総選挙で再選。2010年8月に李明博大統領が行った内閣改造で、農林水産食品部長官に親朴系として唯一、指名された。この偏った人事は親朴系に不利となり、多くの批判が出たが、事前に大統領から朴槿恵に相談があったとの意見もあった。同年11月には慶尚北道安東市、京畿道楊州市・坡州市などで口蹄疫が発生し、防疫対策を指揮した。国連食糧農業機関にここ半世紀で最悪と言われるなど批判を浴びた口蹄疫問題の責任をとり、2011年1月に問題が解決してから辞職すると宣言し、6月に辞職した。
2012年4月に行われた第19代総選挙でセヌリ党から立候補し、当選した。2013年2月に朴槿恵が大統領に当選すると、安全行政部長官として入閣した。2014年5月に行われた第6回全国同時地方選挙で当初京畿道知事候補に取り沙汰れたが、議員辞職して仁川広域市長選に立候補した。現職の宋永吉に勝ち、当選した。同年9月に仁川市で開催された、2014年アジア競技大会に大会組織委員会副委員長として参加した。また、閉会式に出席するために訪韓した、北朝鮮の黄炳瑞朝鮮人民軍総政治局長などの幹部と会談した。大会終了後には、大会の為のインフラ整備などにより13兆ウォンまで増えた負債の穴埋めの為、競技場を売却した。THAADミサイル配備問題で中韓関係が悪化している中、2017年に中国で開かれたボアオ・アジア・フォーラムに韓国公職者で唯一招待された。また、2018年に所属の自由韓国党代表の洪準杓が南北首脳会談を「南北偽装平和ショー」と批判した時、劉は「様々な残念な点があるが、板門店宣言ができたことについては政治家としても、失郷民2世としても心から歓迎する」と述べ、洪の発言を「国民の期待に冷たい水をかける無常識で無責任な発言」と批判した。
2018年5月に行われた第7回全国同時地方選挙で自由韓国党から出馬したが、共に民主党候補の朴南春に敗れ落選した。
2020年4月に行われた第21代総選挙で未来統合党から出馬したが、南洞区甲選挙区で共に民主党の孟聖奎に敗れて落選した。
2022年6月に実施される第8回全国同時地方選挙で仁川広域市長選への出馬を宣言し、同年5月の国民の力の党内選挙で同党の候補として選出された。投票の結果、現職の朴南春を破り当選した。
第2期の仁川市長在任中には仁川広域市の8区2郡を9区2郡に再編する行政区画改革を推進している。2022年8月31日に仁川市が発表した推進案によると、中区と東区を廃し「済物浦区」と「永宗区」に再編し、また西区の京仁アラベッキル以北の地域を「黔丹区」として分区する予定である。
他に漢陽大学校地方自治大学院兼任教授、金浦大学校経営情報科教授、韓国伝統武芸総連合会総裁、国民生活体育会会長を歴任したことがある。